# Phtheochroa ecballiella
Phtheochroa ecballiella is een vlinder uit de familie bladrollers (Tortricidae). De wetenschappelijke naam is voor het eerst geldig gepubliceerd in 1990 door Huemer.
De soort komt voor in Europa.